# Syrphidepulo
Syrphidepulo är ett släkte av steklar. Syrphidepulo ingår i familjen brokparasitsteklar.
Kladogram enligt Catalogue of Life:
| Syrphidepulo | \| \| Syrphidepulo arroyoi \| \| \| \| \| \| Syrphidepulo bicolorator \| \| \| \| \| \| Syrphidepulo chaconi \| \| \| \| \| \| Syrphidepulo espinalesi \| \| \| \| |
|              | \| \| Syrphidepulo arroyoi \| \| \| \| \| \| Syrphidepulo bicolorator \| \| \| \| \| \| Syrphidepulo chaconi \| \| \| \| \| \| Syrphidepulo espinalesi \| \| \| \| |
|              | Syrphidepulo arroyoi |
|              | |
|              | Syrphidepulo bicolorator |
|              | |
|              | Syrphidepulo chaconi |
|              | |
|              | Syrphidepulo espinalesi |
|              | |